# Marynarka Wojenna Narodowych Indonezyjskich Sił Zbrojnych
Marynarka Wojenna Narodowych Indonezyjskich Sił Zbrojnych (Tentara Nasional Indonesia Angkatan Laut) – indonezyjska marynarka wojenna, morski rodzaj Narodowych Indonezyjskich Sił Zbrojnych. 

## Historia

### Lata 1945 – 1965
Początek indonezyjskiej marynarki wojennej sięga 1945 roku, po deklaracji niepodległości Indonezji, stanowiącej wcześniej kolonię holenderską jako Holenderskie Indie Wschodnie. Między 1945 a 1949 rokiem Indonezja nie mogła rozwijać sił morskich, prowadząc wojnę wyzwoleńczą przeciw Holandii, której marynarka kontrolowała i blokowała indonezyjskie porty i wybrzeże.  27 grudnia 1949 roku Holandia uznała niepodległość Indonezji, po czym 28 grudnia przekazała jej również pierwsze pełnowartościowe okręty: dwa trałowce typu Bathurst, używane jako korwety. W kwietniu 1950 roku przekazała dwie dalsze korwety tego typu, dwa amerykańskie ścigacze okrętów podwodnych typu PC i szereg mniejszych jednostek dawnej administracji kolonialnej. W dniu 1 marca 1951 roku Holandia przekazała Indonezji też eks-brytyjski niszczyciel „Gadjah Mada”, który stał się jej największą jednostką i przez dekadę był jej okrętem flagowym. Pierwszymi nowymi okrętami było 12 małych patrolowców typu Alkai zbudowanych w Holandii.

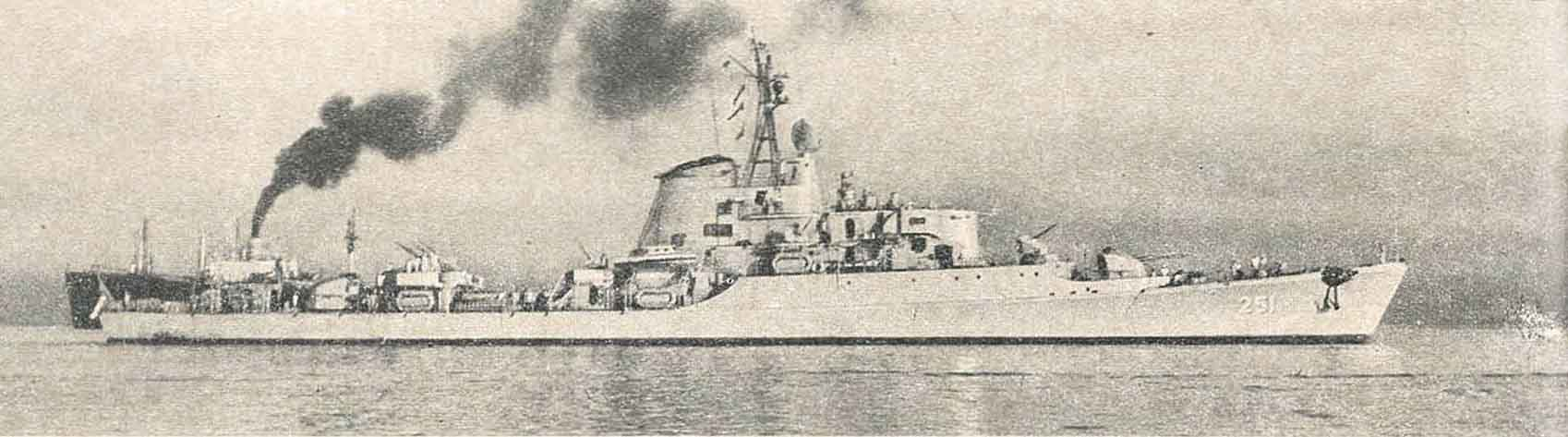
Fregata „Surapati” włoskiej budowy z końca lat 50.

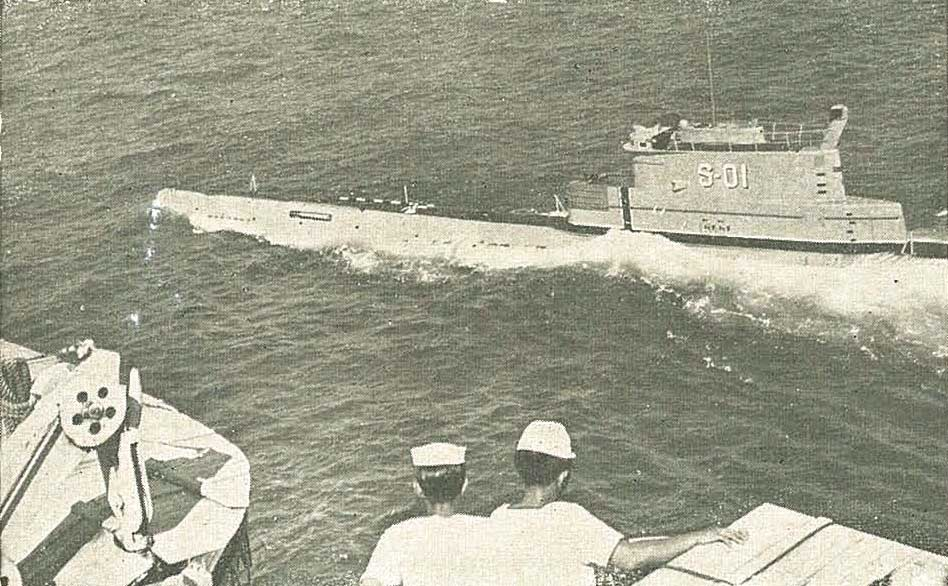
Okręt podwodny „Tjakra” radzieckiego projektu 613

W 1954 roku opracowano pierwszy program rozbudowy floty, w wykonaniu którego zamówiono w różnych krajach szereg nowych okrętów. Do końca dekady we Włoszech zbudowano dwie fregaty typu Almirante Clemente i dwie korwety typu Pattimura, w Niemczech Zachodnich osiem kutrów torpedowych typu Jaguar i 10 kutrów trałowych, a w Jugosławii sześć patrolowców typu Kraljevica. Od USA przejęto zaś dalsze trzy ścigacze okrętów podwodnych.
W drugiej połowie lat 50. prezydent Sukarno rozpoczął prowadzenie konfrontacyjnej polityki wobec Holandii i Wielkiej Brytanii i zbliżył się politycznie do bloku wschodniego. W następstwie tego Indonezja przystąpiła do rozbudowy marynarki na wielką skalę z pomocą ZSRR, od którego zakupiła aż 104 stosunkowo nowe okręty różnych klas. Między 1959 a 1964 rokiem marynarka wzbogaciła się z tego źródła o lekki krążownik „Irian”, siedem niszczycieli proj. 30bis (Skoryi), siedem fregat proj. 50 (Riga), aż 14 okrętów podwodnych proj. 613 (Whiskey) i liczne mniejsze okręty, w tym ścigacze okrętów podwodnych, trałowce, 24 kutry torpedowe proj. 183 i 12 kutrów rakietowych proj. 183R (Komar). Nie wszystkie okręty jednak zostały wcielone do aktywnej służby, część pozostawała w rezerwie lub posłużyła na części zamienne. Problemem był nienajwyższy poziom wyszkolenia wymaganych dla okrętów licznych załóg, które szkolili radzieccy instruktorzy – przy tym część stanowisk obsadzali w ogóle radzieccy specjaliści, zwłaszcza na okrętach podwodnych. Rozbudowano też znacznie siły desantowe, kupując 11 używanych okrętów desantowych LST w USA i jeden w Japonii. Liczebność personelu marynarki sięgnęła około 100 tysięcy, a piechoty morskiej 16 tysięcy.
Teoretycznie silna marynarka indonezyjska praktycznie nie została użyta podczas konfliktu z Holandią o Nową Gwineę Holenderską w 1962 roku, podczas którego holenderskie okręty patrolowały wybrzeża Nowej Gwinei i zwalczały próby infiltracji przez oddziały indonezyjskie. Doszło jedynie do niewielkiego starcia 15 stycznia 1962 roku koło wysp Aru, w którym zatopiony został indonezyjski kuter torpedowy „Matjan Tutul” typu Jaguar, na którym zginął zastępca szefa sztabu głównego marynarki komodor Jos Sudarso. Marynarka indonezyjska nie wzięła też udziału w konfrontacji z Wielką Brytanią i Malezją na Borneo w latach 1963–1966, z wyjątkiem działań niewielkich jednostek rzecznych.

### Od lat 70. do końca XX wieku
W 1965 roku doszło w Indonezji do próby przewrotu wojskowego i wyniesienia do władzy generała Suharto, co pociągnęło za sobą zerwanie z komunistycznymi państwami i odmowę spłaty 800 milionów dolarów dla ZSRR za sprzęt wojskowy. Spowodowało to przerwanie pomocy wojskowej i zakończenie dostaw części dla radzieckich okrętów, a w efekcie szybkie wycofanie ze służby większości z nich na początku lat 70. W 1973 roku zredukowano liczebność personelu marynarki do 30 tysięcy i 5 tysięcy piechoty morskiej, chociaż później liczbę piechoty morskiej ponownie doprowadzono do 12 tysięcy. Do końca tej dekady wycofano też większość starszych okrętów. Indonezja za to zyskała wsparcie ze strony USA i do połowy lat 70. przejęła cztery amerykańskie kilkunastoletnie fregaty typu Claud Jones i 12 trałowców. W 1975 roku marynarka Indonezji wzięła udział w zdobyciu Timoru Wschodniego.

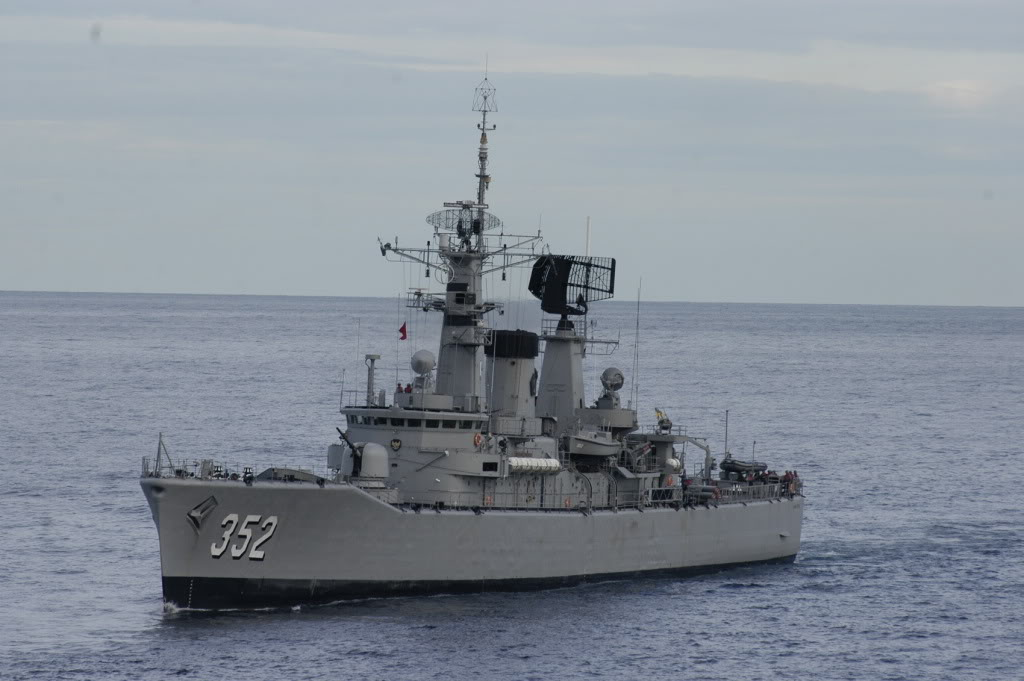
Fregata KRJ „Slamet Riyadi” typu Van Speijk

Pod koniec lat 70. marynarka ponownie zamówiła nowe jednostki, przede wszystkim dwa okręty podwodne typu 209 w Niemczech Zachodnich („Nanggala” i „Cakra”), trzy korwety rakietowe typu Fatahillah w Holandii, fregatę szkolną w Jugosławii oraz cztery kutry rakietowe typu PSK Mk 5 i sześć okrętów desantowych w Korei Południowej. W połowie lat 80. Indonezja zakupiła natomiast trzy brytyjskie używane fregaty typu Tribal, a następnie sześć holenderskich typu Van Speijk. W 1993 roku Indonezja kupiła dużą partię okrętów byłej wschodnioniemieckiej Volksmarine wycofanych po zjednoczeniu Niemiec: 16 korwet projektu 133 (Parchim), 12 okrętów desantowych projektu 108 (Frosch) i dziewięć trałowców projektu 89 (Kondor II).

### XXI wiek

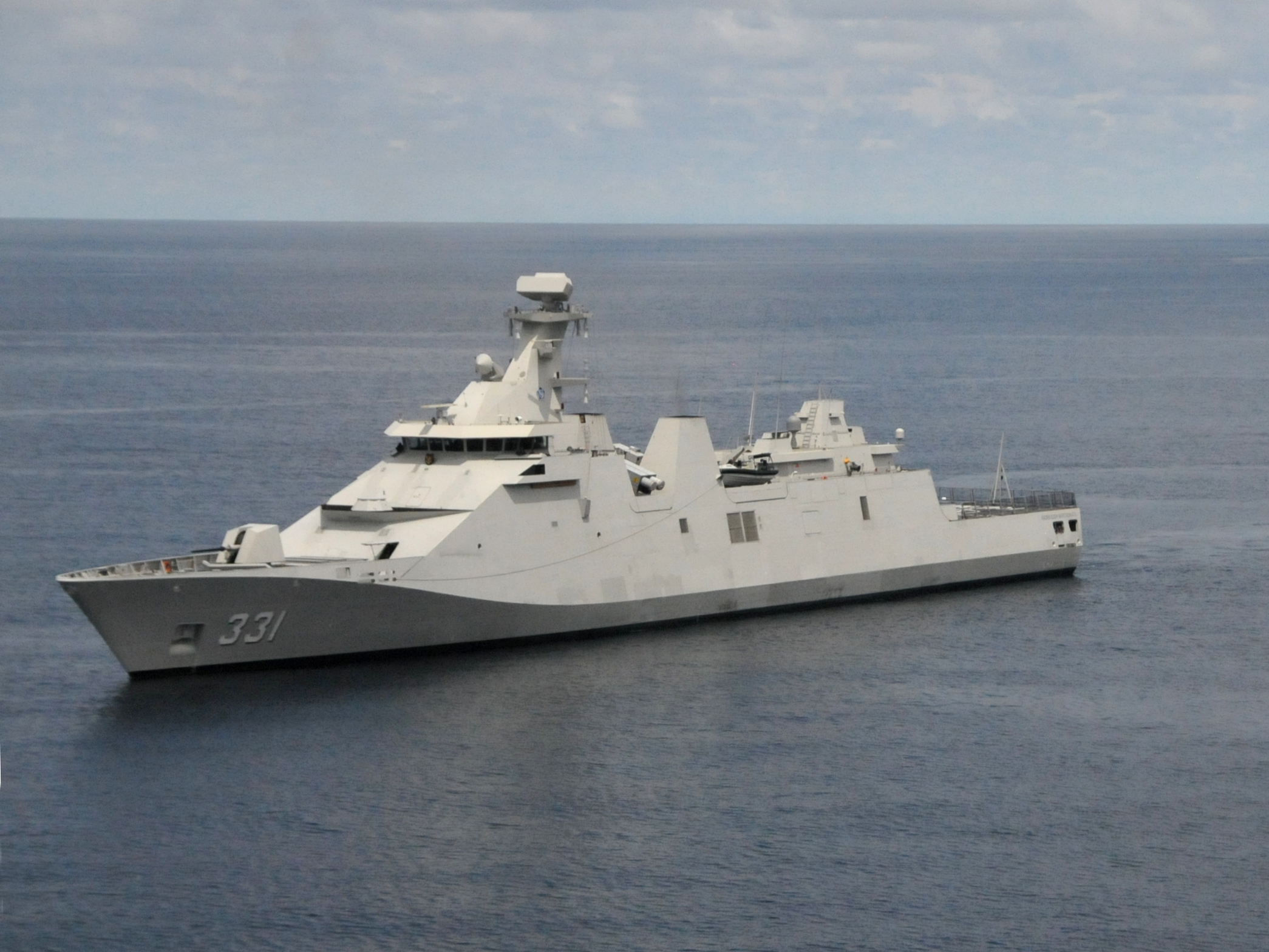
Fregata KRI „Raden Eddy Martadinata” typu Sigma 10514, 2018

W XXI wiek marynarka Indonezji wkroczyła z większością okrętów nabytych od lat 70. poprzedniego wieku. W 2002 roku liczyła 42 tysiące personelu, w tym 15 tysięcy piechoty morskiej i 1000 lotnictwa. Z większych jednostek, dopiero od 2007 roku zaczęły wchodzić do służby cztery nowoczesne korwety typu Diponegoro (Sigma 9113) zbudowane w Holandii.
W połowie kolejnej dekady nabyto trzy niewielkie fregaty typu Bung Tomo, zbudowane w Wielkiej Brytanii dla Brunei, a następnie dwie nowoczesne fregaty typu Sigma 10514 zbudowane w Holandii. Te ostatnie stały się pierwszymi indonezyjskimi okrętami uzbrojonymi w pociski przeciwlotnicze większego niż krótki zasięgu (VL-MICA). Pod koniec drugiej dekady do służby weszły też trzy nowe okręty podwodne typu Chang Bogo zbudowane w Korei Południowej według niemieckiego projektu. Dotkliwą tragedią morską stało się natomiast zatonięcie starszego okrętu podwodnego „Nanggala” z całą załogą 21 kwietnia 2021 roku. W 2015 roku marynarka liczyła 65 tysięcy personelu, w tym 20 tysięcy piechoty morskiej i 1000 lotnictwa.
W grudniu 2022 roku Indonezja rozpoczęła budowę dwóch nowoczesnych fregat rakietowych brytyjskiego projektu Arrowhead 140.